# 1728
Portal Geschichte | Portal Biografien | Aktuelle Ereignisse | Jahreskalender | Tagesartikel

◄ |
17. Jahrhundert |
18. Jahrhundert
| 19. Jahrhundert | ►

◄ |
1690er |
1700er |
1710er |
1720er
| 1730er | 1740er | 1750er | ►

◄◄ |
◄ |
1724 |
1725 |
1726 |
1727 |
1728
| 1729 | 1730 | 1731 | 1732 | ► | ►►
Staatsoberhäupter  · Nekrolog   · Musikjahr
| Januar | Januar | Januar | Januar | Januar | Januar | Januar | Januar |
| Kw     | Mo     | Di     | Mi     | Do     | Fr     | Sa     | So     |
| ------ | ------ | ------ | ------ | ------ | ------ | ------ | ------ |
| 1      |        |        |        | 1      | 2      | 3      | 4      |
| 2      | 5      | 6      | 7      | 8      | 9      | 10     | 11     |
| 3      | 12     | 13     | 14     | 15     | 16     | 17     | 18     |
| 4      | 19     | 20     | 21     | 22     | 23     | 24     | 25     |
| 5      | 26     | 27     | 28     | 29     | 30     | 31     |        |

| Februar | Februar | Februar | Februar | Februar | Februar | Februar | Februar |
| Kw      | Mo      | Di      | Mi      | Do      | Fr      | Sa      | So      |
| ------- | ------- | ------- | ------- | ------- | ------- | ------- | ------- |
| 5       |         |         |         |         |         |         | 1       |
| 6       | 2       | 3       | 4       | 5       | 6       | 7       | 8       |
| 7       | 9       | 10      | 11      | 12      | 13      | 14      | 15      |
| 8       | 16      | 17      | 18      | 19      | 20      | 21      | 22      |
| 9       | 23      | 24      | 25      | 26      | 27      | 28      | 29      |

| März | März | März | März | März | März | März | März |
| Kw   | Mo   | Di   | Mi   | Do   | Fr   | Sa   | So   |
| ---- | ---- | ---- | ---- | ---- | ---- | ---- | ---- |
| 10   | 1    | 2    | 3    | 4    | 5    | 6    | 7    |
| 11   | 8    | 9    | 10   | 11   | 12   | 13   | 14   |
| 12   | 15   | 16   | 17   | 18   | 19   | 20   | 21   |
| 13   | 22   | 23   | 24   | 25   | 26   | 27   | 28   |
| 14   | 29   | 30   | 31   |      |      |      |      |

| April | April | April | April | April | April | April | April |
| Kw    | Mo    | Di    | Mi    | Do    | Fr    | Sa    | So    |
| ----- | ----- | ----- | ----- | ----- | ----- | ----- | ----- |
| 14    |       |       |       | 1     | 2     | 3     | 4     |
| 15    | 5     | 6     | 7     | 8     | 9     | 10    | 11    |
| 16    | 12    | 13    | 14    | 15    | 16    | 17    | 18    |
| 17    | 19    | 20    | 21    | 22    | 23    | 24    | 25    |
| 18    | 26    | 27    | 28    | 29    | 30    |       |       |

| Mai | Mai | Mai | Mai | Mai | Mai | Mai | Mai |
| Kw  | Mo  | Di  | Mi  | Do  | Fr  | Sa  | So  |
| --- | --- | --- | --- | --- | --- | --- | --- |
| 18  |     |     |     |     |     | 1   | 2   |
| 19  | 3   | 4   | 5   | 6   | 7   | 8   | 9   |
| 20  | 10  | 11  | 12  | 13  | 14  | 15  | 16  |
| 21  | 17  | 18  | 19  | 20  | 21  | 22  | 23  |
| 22  | 24  | 25  | 26  | 27  | 28  | 29  | 30  |
| 23  | 31  |     |     |     |     |     |     |

| Juni | Juni | Juni | Juni | Juni | Juni | Juni | Juni |
| Kw   | Mo   | Di   | Mi   | Do   | Fr   | Sa   | So   |
| ---- | ---- | ---- | ---- | ---- | ---- | ---- | ---- |
| 23   |      | 1    | 2    | 3    | 4    | 5    | 6    |
| 24   | 7    | 8    | 9    | 10   | 11   | 12   | 13   |
| 25   | 14   | 15   | 16   | 17   | 18   | 19   | 20   |
| 26   | 21   | 22   | 23   | 24   | 25   | 26   | 27   |
| 27   | 28   | 29   | 30   |      |      |      |      |

| Juli | Juli | Juli | Juli | Juli | Juli | Juli | Juli |
| Kw   | Mo   | Di   | Mi   | Do   | Fr   | Sa   | So   |
| ---- | ---- | ---- | ---- | ---- | ---- | ---- | ---- |
| 27   |      |      |      | 1    | 2    | 3    | 4    |
| 28   | 5    | 6    | 7    | 8    | 9    | 10   | 11   |
| 29   | 12   | 13   | 14   | 15   | 16   | 17   | 18   |
| 30   | 19   | 20   | 21   | 22   | 23   | 24   | 25   |
| 31   | 26   | 27   | 28   | 29   | 30   | 31   |      |

| August | August | August | August | August | August | August | August |
| Kw     | Mo     | Di     | Mi     | Do     | Fr     | Sa     | So     |
| ------ | ------ | ------ | ------ | ------ | ------ | ------ | ------ |
| 31     |        |        |        |        |        |        | 1      |
| 32     | 2      | 3      | 4      | 5      | 6      | 7      | 8      |
| 33     | 9      | 10     | 11     | 12     | 13     | 14     | 15     |
| 34     | 16     | 17     | 18     | 19     | 20     | 21     | 22     |
| 35     | 23     | 24     | 25     | 26     | 27     | 28     | 29     |
| 36     | 30     | 31     |        |        |        |        |        |

| September | September | September | September | September | September | September | September |
| Kw        | Mo        | Di        | Mi        | Do        | Fr        | Sa        | So        |
| --------- | --------- | --------- | --------- | --------- | --------- | --------- | --------- |
| 36        |           |           | 1         | 2         | 3         | 4         | 5         |
| 37        | 6         | 7         | 8         | 9         | 10        | 11        | 12        |
| 38        | 13        | 14        | 15        | 16        | 17        | 18        | 19        |
| 39        | 20        | 21        | 22        | 23        | 24        | 25        | 26        |
| 40        | 27        | 28        | 29        | 30        |           |           |           |

| Oktober | Oktober | Oktober | Oktober | Oktober | Oktober | Oktober | Oktober |
| Kw      | Mo      | Di      | Mi      | Do      | Fr      | Sa      | So      |
| ------- | ------- | ------- | ------- | ------- | ------- | ------- | ------- |
| 40      |         |         |         |         | 1       | 2       | 3       |
| 41      | 4       | 5       | 6       | 7       | 8       | 9       | 10      |
| 42      | 11      | 12      | 13      | 14      | 15      | 16      | 17      |
| 43      | 18      | 19      | 20      | 21      | 22      | 23      | 24      |
| 44      | 25      | 26      | 27      | 28      | 29      | 30      | 31      |

| November | November | November | November | November | November | November | November |
| Kw       | Mo       | Di       | Mi       | Do       | Fr       | Sa       | So       |
| -------- | -------- | -------- | -------- | -------- | -------- | -------- | -------- |
| 45       | 1        | 2        | 3        | 4        | 5        | 6        | 7        |
| 46       | 8        | 9        | 10       | 11       | 12       | 13       | 14       |
| 47       | 15       | 16       | 17       | 18       | 19       | 20       | 21       |
| 48       | 22       | 23       | 24       | 25       | 26       | 27       | 28       |
| 49       | 29       | 30       |          |          |          |          |          |

| Dezember | Dezember | Dezember | Dezember | Dezember | Dezember | Dezember | Dezember |
| Kw       | Mo       | Di       | Mi       | Do       | Fr       | Sa       | So       |
| -------- | -------- | -------- | -------- | -------- | -------- | -------- | -------- |
| 49       |          |          | 1        | 2        | 3        | 4        | 5        |
| 50       | 6        | 7        | 8        | 9        | 10       | 11       | 12       |
| 51       | 13       | 14       | 15       | 16       | 17       | 18       | 19       |
| 52       | 20       | 21       | 22       | 23       | 24       | 25       | 26       |
| 53       | 27       | 28       | 29       | 30       | 31       |          |          |

| Januar | Januar | Januar | Januar | Januar | Januar | Januar | Januar |
| Kw     | Mo     | Di     | Mi     | Do     | Fr     | Sa     | So     |
| ------ | ------ | ------ | ------ | ------ | ------ | ------ | ------ |
| 1      |        |        |        | 1      | 2      | 3      | 4      |
| 2      | 5      | 6      | 7      | 8      | 9      | 10     | 11     |
| 3      | 12     | 13     | 14     | 15     | 16     | 17     | 18     |
| 4      | 19     | 20     | 21     | 22     | 23     | 24     | 25     |
| 5      | 26     | 27     | 28     | 29     | 30     | 31     |        |

| Februar | Februar | Februar | Februar | Februar | Februar | Februar | Februar |
| Kw      | Mo      | Di      | Mi      | Do      | Fr      | Sa      | So      |
| ------- | ------- | ------- | ------- | ------- | ------- | ------- | ------- |
| 5       |         |         |         |         |         |         | 1       |
| 6       | 2       | 3       | 4       | 5       | 6       | 7       | 8       |
| 7       | 9       | 10      | 11      | 12      | 13      | 14      | 15      |
| 8       | 16      | 17      | 18      | 19      | 20      | 21      | 22      |
| 9       | 23      | 24      | 25      | 26      | 27      | 28      | 29      |

| März | März | März | März | März | März | März | März |
| Kw   | Mo   | Di   | Mi   | Do   | Fr   | Sa   | So   |
| ---- | ---- | ---- | ---- | ---- | ---- | ---- | ---- |
| 10   | 1    | 2    | 3    | 4    | 5    | 6    | 7    |
| 11   | 8    | 9    | 10   | 11   | 12   | 13   | 14   |
| 12   | 15   | 16   | 17   | 18   | 19   | 20   | 21   |
| 13   | 22   | 23   | 24   | 25   | 26   | 27   | 28   |
| 14   | 29   | 30   | 31   |      |      |      |      |

| April | April | April | April | April | April | April | April |
| Kw    | Mo    | Di    | Mi    | Do    | Fr    | Sa    | So    |
| ----- | ----- | ----- | ----- | ----- | ----- | ----- | ----- |
| 14    |       |       |       | 1     | 2     | 3     | 4     |
| 15    | 5     | 6     | 7     | 8     | 9     | 10    | 11    |
| 16    | 12    | 13    | 14    | 15    | 16    | 17    | 18    |
| 17    | 19    | 20    | 21    | 22    | 23    | 24    | 25    |
| 18    | 26    | 27    | 28    | 29    | 30    |       |       |

| Mai | Mai | Mai | Mai | Mai | Mai | Mai | Mai |
| Kw  | Mo  | Di  | Mi  | Do  | Fr  | Sa  | So  |
| --- | --- | --- | --- | --- | --- | --- | --- |
| 18  |     |     |     |     |     | 1   | 2   |
| 19  | 3   | 4   | 5   | 6   | 7   | 8   | 9   |
| 20  | 10  | 11  | 12  | 13  | 14  | 15  | 16  |
| 21  | 17  | 18  | 19  | 20  | 21  | 22  | 23  |
| 22  | 24  | 25  | 26  | 27  | 28  | 29  | 30  |
| 23  | 31  |     |     |     |     |     |     |

| Juni | Juni | Juni | Juni | Juni | Juni | Juni | Juni |
| Kw   | Mo   | Di   | Mi   | Do   | Fr   | Sa   | So   |
| ---- | ---- | ---- | ---- | ---- | ---- | ---- | ---- |
| 23   |      | 1    | 2    | 3    | 4    | 5    | 6    |
| 24   | 7    | 8    | 9    | 10   | 11   | 12   | 13   |
| 25   | 14   | 15   | 16   | 17   | 18   | 19   | 20   |
| 26   | 21   | 22   | 23   | 24   | 25   | 26   | 27   |
| 27   | 28   | 29   | 30   |      |      |      |      |

| Juli | Juli | Juli | Juli | Juli | Juli | Juli | Juli |
| Kw   | Mo   | Di   | Mi   | Do   | Fr   | Sa   | So   |
| ---- | ---- | ---- | ---- | ---- | ---- | ---- | ---- |
| 27   |      |      |      | 1    | 2    | 3    | 4    |
| 28   | 5    | 6    | 7    | 8    | 9    | 10   | 11   |
| 29   | 12   | 13   | 14   | 15   | 16   | 17   | 18   |
| 30   | 19   | 20   | 21   | 22   | 23   | 24   | 25   |
| 31   | 26   | 27   | 28   | 29   | 30   | 31   |      |

| August | August | August | August | August | August | August | August |
| Kw     | Mo     | Di     | Mi     | Do     | Fr     | Sa     | So     |
| ------ | ------ | ------ | ------ | ------ | ------ | ------ | ------ |
| 31     |        |        |        |        |        |        | 1      |
| 32     | 2      | 3      | 4      | 5      | 6      | 7      | 8      |
| 33     | 9      | 10     | 11     | 12     | 13     | 14     | 15     |
| 34     | 16     | 17     | 18     | 19     | 20     | 21     | 22     |
| 35     | 23     | 24     | 25     | 26     | 27     | 28     | 29     |
| 36     | 30     | 31     |        |        |        |        |        |

| September | September | September | September | September | September | September | September |
| Kw        | Mo        | Di        | Mi        | Do        | Fr        | Sa        | So        |
| --------- | --------- | --------- | --------- | --------- | --------- | --------- | --------- |
| 36        |           |           | 1         | 2         | 3         | 4         | 5         |
| 37        | 6         | 7         | 8         | 9         | 10        | 11        | 12        |
| 38        | 13        | 14        | 15        | 16        | 17        | 18        | 19        |
| 39        | 20        | 21        | 22        | 23        | 24        | 25        | 26        |
| 40        | 27        | 28        | 29        | 30        |           |           |           |

| Oktober | Oktober | Oktober | Oktober | Oktober | Oktober | Oktober | Oktober |
| Kw      | Mo      | Di      | Mi      | Do      | Fr      | Sa      | So      |
| ------- | ------- | ------- | ------- | ------- | ------- | ------- | ------- |
| 40      |         |         |         |         | 1       | 2       | 3       |
| 41      | 4       | 5       | 6       | 7       | 8       | 9       | 10      |
| 42      | 11      | 12      | 13      | 14      | 15      | 16      | 17      |
| 43      | 18      | 19      | 20      | 21      | 22      | 23      | 24      |
| 44      | 25      | 26      | 27      | 28      | 29      | 30      | 31      |

| November | November | November | November | November | November | November | November |
| Kw       | Mo       | Di       | Mi       | Do       | Fr       | Sa       | So       |
| -------- | -------- | -------- | -------- | -------- | -------- | -------- | -------- |
| 45       | 1        | 2        | 3        | 4        | 5        | 6        | 7        |
| 46       | 8        | 9        | 10       | 11       | 12       | 13       | 14       |
| 47       | 15       | 16       | 17       | 18       | 19       | 20       | 21       |
| 48       | 22       | 23       | 24       | 25       | 26       | 27       | 28       |
| 49       | 29       | 30       |          |          |          |          |          |

| Dezember | Dezember | Dezember | Dezember | Dezember | Dezember | Dezember | Dezember |
| Kw       | Mo       | Di       | Mi       | Do       | Fr       | Sa       | So       |
| -------- | -------- | -------- | -------- | -------- | -------- | -------- | -------- |
| 49       |          |          | 1        | 2        | 3        | 4        | 5        |
| 50       | 6        | 7        | 8        | 9        | 10       | 11       | 12       |
| 51       | 13       | 14       | 15       | 16       | 17       | 18       | 19       |
| 52       | 20       | 21       | 22       | 23       | 24       | 25       | 26       |
| 53       | 27       | 28       | 29       | 30       | 31       |          |          |

## Ereignisse

### Politik und Weltgeschehen

#### Nordafrika

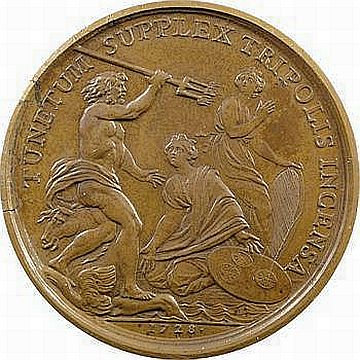
Französische Medaille zur Erinnerung an die Bezwingung von Tunis und Tripolis

- Um Reparationen und Kompensationen für diverse Piratenüberfälle zu erzwingen, erscheint eine französische Flotte unter Étienne Nicolas de Grandpré zuerst vor Tunis, dann vor Tripolis. Anders als der Bey von Tunis weist der Pascha von Tripolis, Ahmad Qaramanli, die französischen Forderungen jedoch zurück.
- 20. bis 26. Juli: Die Franzosen beginnen während der Barbareskenkriege mit der Bombardierung von Tripolis, in dem sechstägigen Beschuss wird die nordafrikanische Korsarenstadt im Barbareskenstaat Tripolitanien fast völlig zerstört.

#### Asien
- Das Sultanat von Lahidsch macht sich von den Zaiditen im Jemen unabhängig.

#### Heiliges Römisches Reich
- 25. Mai: Mit dem Tod von Graf Friedrich Ludwig erlischt die Linie Nassau-Ottweiler im Mannesstamm. Sie wird von Karl von Nassau-Usingen beerbt, der mit der Herrschaft Ottweiler auch Nassau-Idstein und die Grafschaft Saarbrücken erwirbt.
- 23. Dezember: Im geheim gehaltenen Berliner Vertrag zwischen König Friedrich Wilhelm I. und dem deutschen Kaiser Karl VI. wird die antiösterreichische Politik Preußens aufgegeben, im Gegenzug erkennt der Kaiser preußische Ansprüche auf das Herzogtum Berg an.

#### Nordeuropa

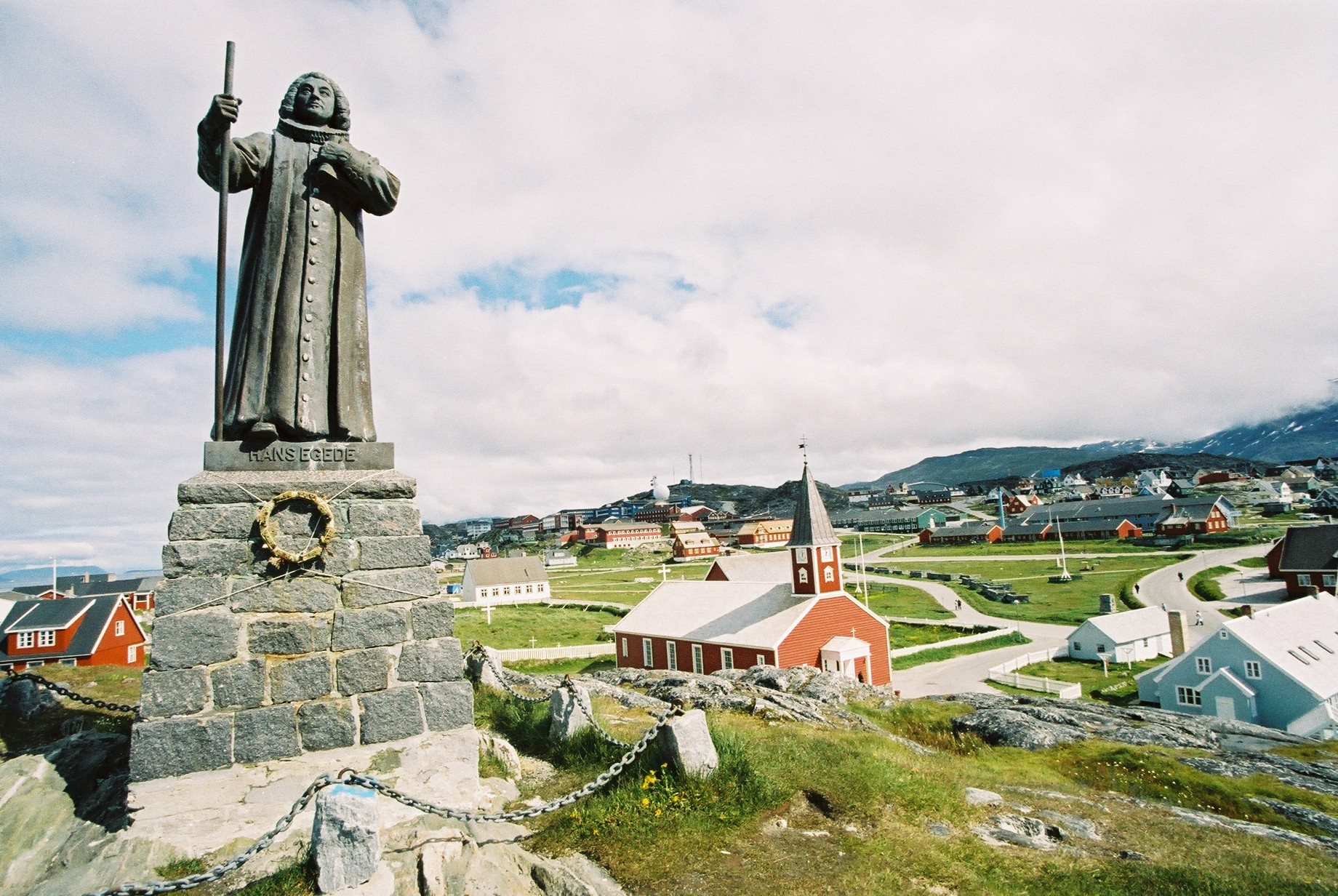
Statue von Hans Egede in Nuuk

- Der norwegische Missionar Hans Egede gründet in Grönland die Siedlung Nuuk, heute die Hauptstadt der Insel.

#### Entdeckungsfahrten
- Der Däne Vitus Bering bricht zur ersten russischen Kamtschatkaexpedition auf.
- 21. August: Vitus Bering entdeckt eine zwischen Russland und Alaska gelegene Insel, die er zu Ehren des Tagesheiligen Sankt-Lorenz-Insel nennt.

### Wirtschaft
- 25. Mai: Ein königlicher Erlass von Ludwig XV. gestattet den Franzosen, Wein nicht mehr nur in Fässern, sondern auch in Flaschen zu transportieren. Dieser Erlass ist Grundlage für das Aufblühen des Champagnerhauses Ruinart in Reims.

### Wissenschaft und Technik
- 5. Januar: Auf Kuba wird die Real y Pontificia Universidad de San Gerónimo de La Habana gegründet. Die Gründung wird durch Papst Innozenz XIII. und König Philipp V. von Spanien autorisiert.

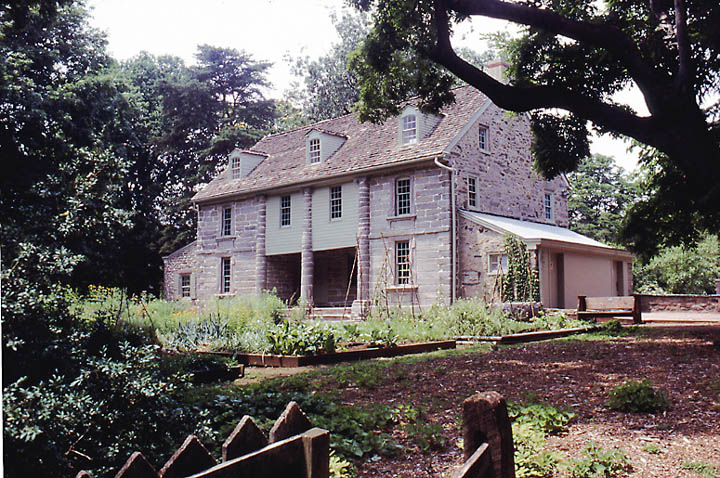
John Bartram House

- Der Quäker John Bartram legt in Philadelphia Bartram’s Garden an, heute Nordamerikas ältester Botanischer Garten.

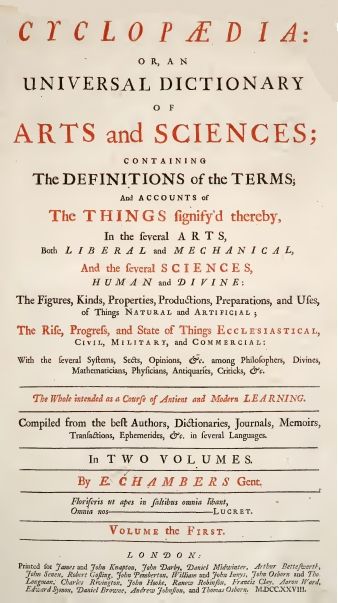
Cyclopaedia, Titelblatt

- Geschichte und Entwicklung der Enzyklopädie: Ephraim Chambers veröffentlicht in London Cyclopædia, or, An universal dictionary of arts and sciences, die erste englischsprachige Enzyklopädie.

### Kultur

#### Architektur
Das Hôtel de Blossac wird errichtet, ein Hôtel particulier im historischen Zentrum der 1720 niedergebrannten bretonischen Regionalhauptstadt Rennes in Frankreich. Der Entwurf stammt vermutlich von Jacques Gabriel. Es präsentiert sich in einem klassizistischen Architekturstil, der in der Bretagne einzigartig ist. 

#### Musik und Theater
- 2. Januar: Das auf Wunsch von Kardinal Pietro Ottoboni entstandene Libretto für das Oratorium Per la festività del Santo Natale von Pietro Metastasio wird in der ersten Vertonung von Giovanni Battista Costanzi im Palazzo della Cancelleria in Rom uraufgeführt.
- 29. Januar: Die Uraufführung der Ballad Opera The Beggar’s Opera von John Gay (Text) und Johann Christoph Pepusch (Musik) erfolgt am Lincoln’s Inn Fields Theatre in London.
- 17. Februar: Die Oper Siroe, Re di Persia von Georg Friedrich Händel auf ein Libretto von Nicola Francesco Haym nach einer Vorlage von Pietro Metastasio wird am King’s Theatre am Haymarket in London uraufgeführt.

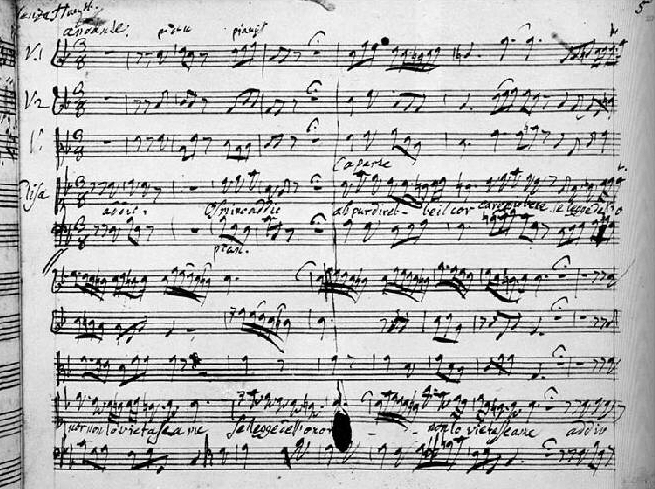
Beginn der Arie der Elisa in Händels Autograph des Tolomeo

- 30. April: Die Oper Tolomeo von Georg Friedrich Händel auf das Libretto von Nicola Francesco Haym nach einer Vorlage von Carlo Sigismondo Capece wird am King’s Theatre am Haymarket in London uraufgeführt. Die Titelrolle singt der Mezzosoprankastrat Senesino, weitere Rollen werden von Francesca Cuzzoni, Faustina Bordoni und Giuseppe Maria Boschi gesungen.
- 26. Mai: Die Uraufführung der Oper Miriways von Georg Philipp Telemann auf das Libretto von Johann Samuel Müller findet an der Hamburger Oper am Gänsemarkt statt.
- 24. September: Die Uraufführung der Oper The Quaker's Opera von Henry Carey findet in London statt.

### Gesellschaft

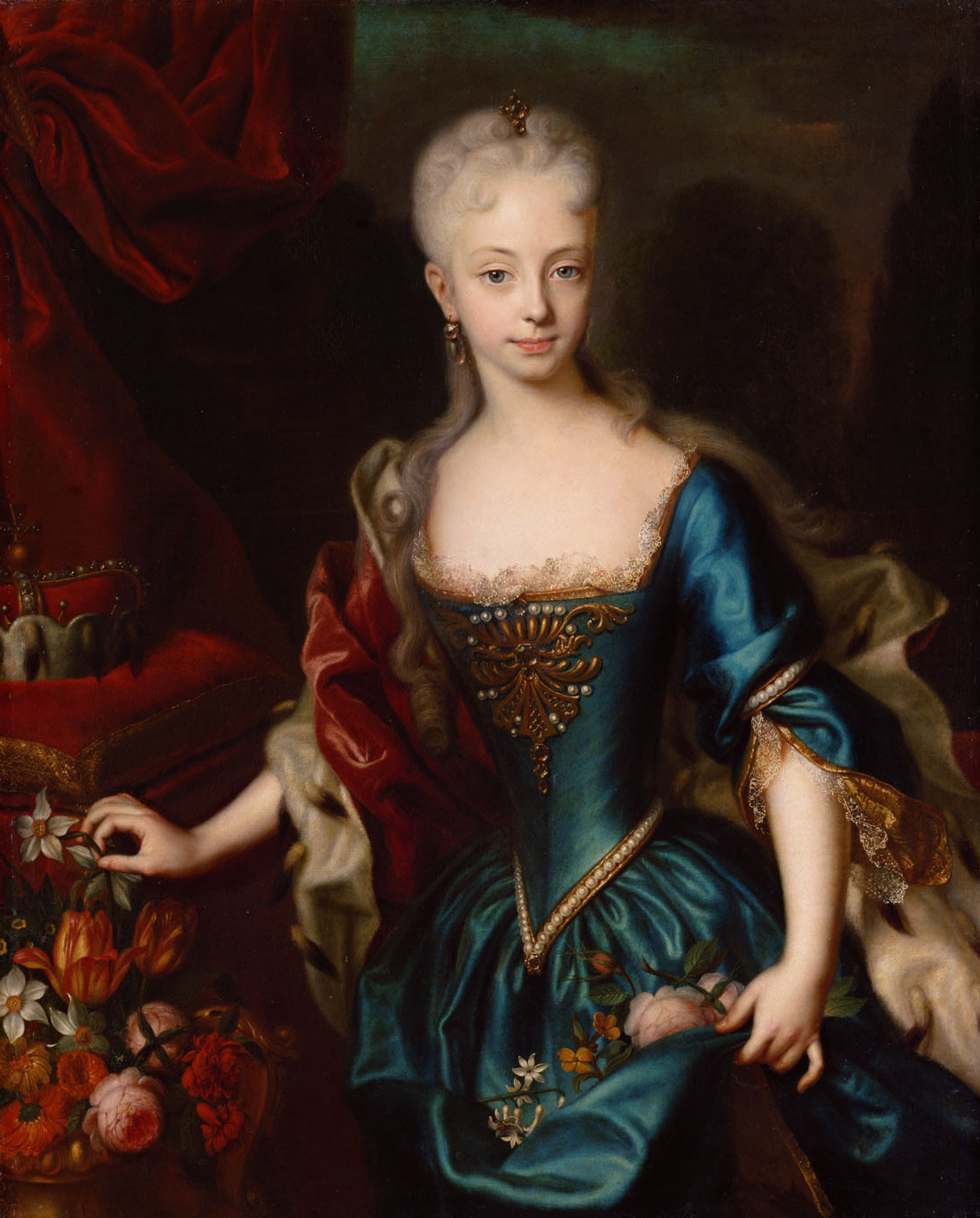
Maria Theresia um 1728

- Kaiserin Elisabeth Christine ernennt Gräfin Karoline von Fuchs-Mollard zur Erzieherin der beiden jugendlichen Erzherzoginnen Maria Theresia und Maria Anna. Zwischen der „Füchsin“ und den beiden Mädchen entwickelt sich eine enge freundschaftliche Beziehung.

### Religion
- 3. Mai: In der gewohnten „Singstunde“ gibt Nikolaus Ludwig von Zinzendorf seinen Gemeindebrüdern einen Vers aus der Bibel mit auf den Weg. Dies ist der Beginn der Herrnhuter Losungen.
- Die erste vollständige Übersetzung der Bibel in die sorbische Sprache erscheint.
- Johann Heinrich Callenberg gründet auf Anregung von Johann Andreas Hochstetter und veranlasst durch August Hermann Francke das pietistische Institutum Judaicum et Muhammedicum mit dem besonderen Ziel der Judenmission.

### Katastrophen
- 31. August: Beim Großbrand in Schwäbisch Hall werden zwei Drittel der Altstadt ein Raub der Flammen. Neben 294 Privathäusern verbrennen zwei Kirchen, das Spital, das Rathaus und die Saline. Der Wiederaufbau erfolgt im bis heute das Stadtbild prägenden Barockstil, wobei jedoch bis auf die neu geplante Neue Straße die mittelalterlichen Quartiere beibehalten werden.

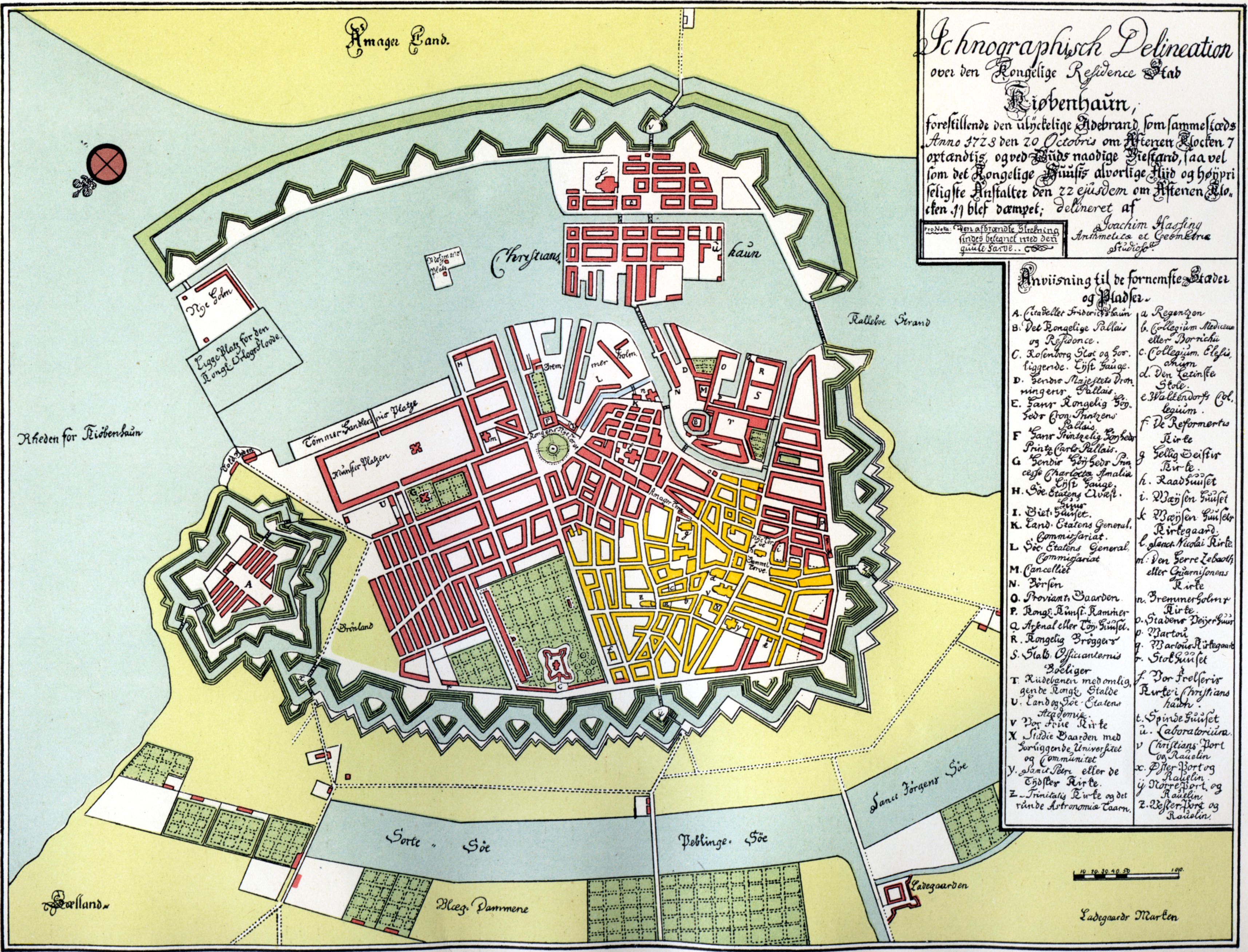
Karte Kopenhagens nach dem Brand, die abgebrannten Stadtteile in gelb

- 20. bis 23. Oktober: Dem Großbrand in Kopenhagen fällt rund ein Drittel des Stadtgebiets zum Opfer. Mit der Bibliothek der Universität Kopenhagen gehen unter anderem Aufzeichnungen von Tycho Brahe und Ole Rømer verloren.

## Geboren

### Erstes Quartal
- 03. Januar: Johann Georg Büsch, deutscher Pädagoge und Publizist († 1800)
- 16. Januar: Niccolò Piccinni, italienischer Komponist († 1800)
- 17. Januar: Johann Gottfried Müthel, deutscher Cembalist, Organist und Komponist († 1788)
- 29. Januar: Georg Heinrich Conrad Hüttemann, lutherischer Missionar in Indien († 1781)
- 30. Januar: Benedikt Stattler, deutscher katholischer Theologe, Pädagoge und Philosoph († 1797)
- 03. Februar: Georg Christian Oeder, deutscher Botaniker, Arzt und Sozialreformer († 1791)
- 11. Februar: Carl Eugen, Herzog von Württemberg († 1793)
- 12. Februar: Étienne-Louis Boullée, klassizistischer französischer Architekt († 1799)
- 13. Februar: John Hunter, britischer Anatom, gilt als Begründer der wissenschaftlichen Chirurgie († 1793)
- 17. Februar: Pietro Bardellino, italienischer Maler des Barock († 1806)

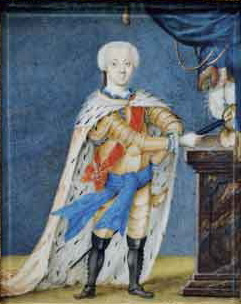
Peter III. als Kind

- 21. Februar: Peter III., Kaiser von Russland († 1762)
- 24. Februar: Franz Josef Aumann, österreichischer Komponist († 1797)
- 25. Februar: John Wood der Jüngere, englischer Baumeister († 1782)
- 26. Februar: Antoine Baumé, französischer Chemiker und Pharmazeut, Erfinder eines Aräometers, Namenspatron der Gradeinteilung Grad Baumé († 1804)
- 03. März: Joseph Anton Steiner, deutscher katholischer Theologe († 1801)
- 05. März: Friedrich Immanuel Schwarz, deutscher lutherischer Theologe und Pädagoge († 1786)
- 07. März: Isaak Iselin, Schweizer Geschichtsphilosoph († 1782)
- 08. März: Johann Friedrich von Tröltsch, deutscher Jurist († 1793)

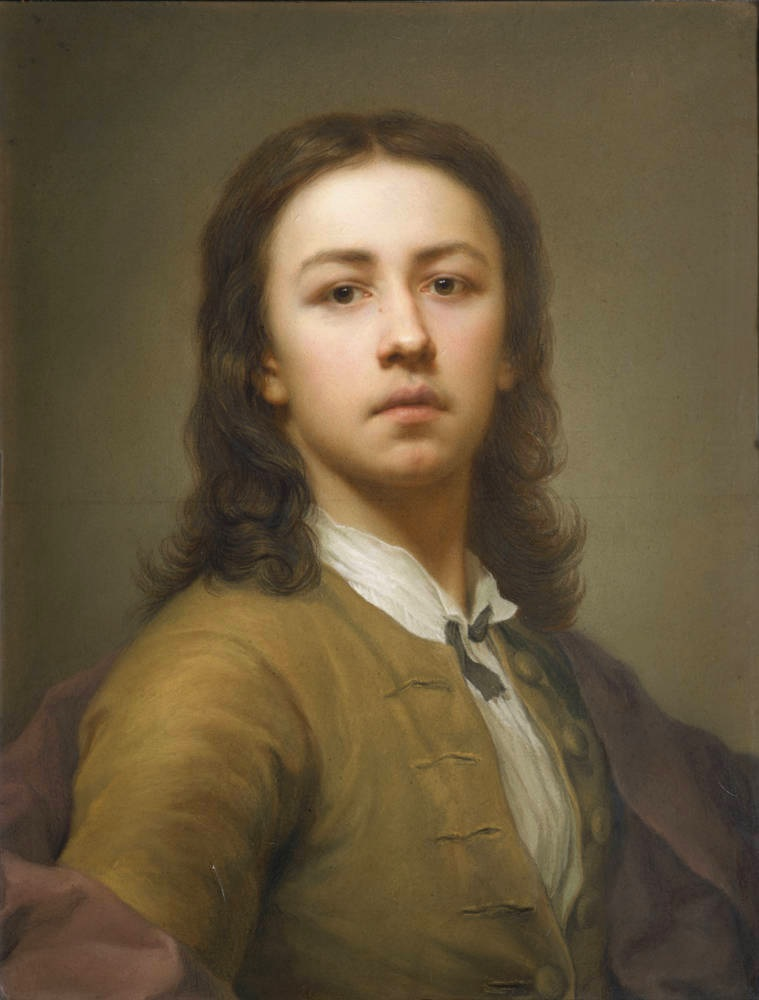
Anton Raphael Mengs, 1744

- 12. März: Anton Raphael Mengs, deutscher Maler († 1779)
- 12. März: Friedrich Wilhelm von Taube, deutscher Verwaltungsbeamter in österreichischen Diensten († 1778)
- 16. März: Margareta Moller, deutsche Schriftstellerin und Ehefrau Klopstocks († 1758)
- 19. März: Pieter Jozef Verhaghen, flämischer Maler († 1811)
- 20. März: Samuel Auguste Tissot, Schweizer Arzt († 1797)
- 21. März: Joseph Wenzel, Fürst zu Fürstenberg († 1783)
- 23. März: Jean Chappe d’Auteroche, französischer Astronom († 1769)
- 27. März: Joseph Götsch, Tiroler Bildhauer, Vertreter des bayrischen Rokoko († 1793)
- 28. März: Johann Georg Krünitz, deutscher Lexikograph und Enzyklopädist († 1796)
- 29. März: Kirill Rasumowski, russischer General-Feldmarschall und Hetman der Saporoger Kosaken († 1803)
- 31. März: Johann Gottfried Clemen, deutscher Plantagenbesitzer († 1785)

### Zweites Quartal
- 02. April: Franz Aspelmayr, österreichischer Komponist († 1786)
- 15. April: Giovanni Alessandro Brambilla, italienischer Arzt und Militärchirurg († 1800)
- 16. April: Joseph Black, schottischer Physiker und Chemiker, Entdecker des Kohlenstoffdioxids, des Elements Magnesium und der latenten Wärme († 1799)
- 16. April: Jacob Ludwig Schellenberg, deutscher evangelischer Geistlicher und Pädagoge († 1808)
- 23. April: Samuel Wallis, britischer Marineoffizier, Weltumsegler und erster Europäer in Tahiti († 1795)
- 06. Mai: Johann Andreas Stein, deutscher Instrumentenbauer, Erfinder der Prellmechanik († 1792)
- 11. Mai: Pierre Gaviniès, französischer Violinist und Komponist († 1800)
- 18. Mai: Johann Andreas Tafinger, deutscher Pädagoge und evangelischer Theologe († 1804)
- 24. Mai: Jean-Baptiste Pillement, französischer Maler und Graphiker († 1808)
- 31. Mai: Jacob Vernes, Schweizer evangelischer Geistlicher († 1791)
- 03. Juni: Joseph Anselm Adelmann von Adelmannsfelden, deutscher Politiker († 1805)
- 03. Juni: Eugen Wenzel von Wrbna-Freudenthal, Politiker während der Habsburgermonarchie († 1789)
- 04. Juni: Therese von Braunschweig-Wolfenbüttel, Äbtissin des Reichsstifts von Gandersheim († 1778)
- 07. Juni: Karl Daniel Freyberg, deutscher Historiker und Physiker († 1802)
- 15. Juni: Shah Alam II., Kaiser des indischen Mogulreiches († 1806)

### Drittes Quartal
- 03. Juli: Robert Adam, schottischer Architekt, Innenarchitekt und Möbeldesigner († 1792)
- 18. Juli: Pietro Arduino, italienischer Botaniker († 1805)
- 21. Juli: Georg Christian Crollius, deutscher Historiker († 1790)
- 31. Juli: Heinrich Ludwig Manger, königlich preußischer Oberhofbaurat und Garteninspektor, Baumeister und Pomologe († 1790)

- 01. August: Johann Ignaz Seuffert, deutscher Orgelbauer († 1807)
- 01. August: Edward Augustus Holyoke, amerikanischer Arzt († 1829)
- 03. August: Hosoi Heishū,  japanischer konfuzianischer Gelehrter der eklektischen Schule (gest. 1801)
- 15. August: Georg Daniel Auberlen, württembergischer Musiker und Komponist († 1784)
- 15. August: Stanislaw Czerniewicz, Generalvikar der Societas Jesu in Russland († 1785)

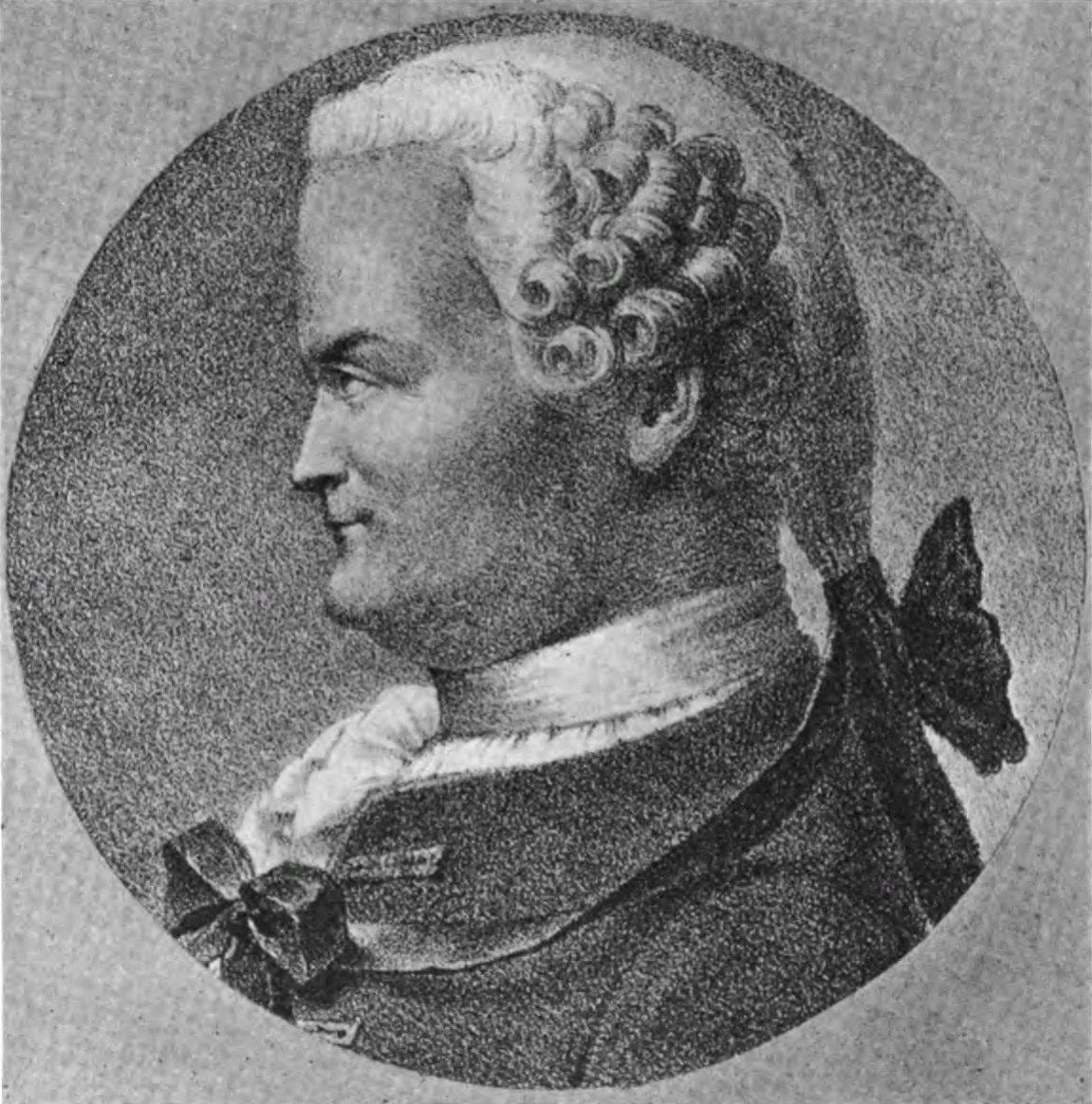
Johann Heinrich Lambert, 1829

- 26. August: Johann Heinrich Lambert, deutscher Mathematiker und Physiker († 1777)
- 28. August: John Stark, amerikanischer General im Amerikanischen Unabhängigkeitskrieg († 1822)
- 29. August: Maria Anna von Sachsen, Kurfürstin von Bayern († 1797)

- 03. September: Matthew Boulton, englischer Ingenieur und Unternehmer († 1809)
- 06. September: Christian Braunmann Tullin, norwegischer Dichter († 1765)
- 14. September: Mercy Otis Warren, US-amerikanische Schriftstellerin († 1814)
- 15. September: Carl Wilhelm Müller, mehrfacher Bürgermeister der Stadt Leipzig († 1801)
- 18. September: Richard Mique, französischer Architekt († 1794)
- 23. September: Carlo Allioni, italienischer Arzt und Botaniker († 1804)
- 27. September: Wilhelm August Alemann, Bürgermeister von Hannover († 1784)

### Viertes Quartal
- 04. Oktober: Friedrich Moritz von Nostitz-Rieneck, österreichischer Feldmarschall und Hofkriegsratspräsident († 1796)
- 05. Oktober: Charles-Geneviève-Louis-Auguste-André-Thimothée d’Éon de Beaumont, französischer Diplomat, Soldat, Freimaurer, Schriftsteller und Degenfechter († 1810)
- 07. Oktober: Caesar Rodney, Rechtsanwalt, Politiker, Offizier und einer der amerikanischen Gründerväter († 1784)
- 17. Oktober: Franz Seraph von Kohlbrenner, bayerischer Publizist († 1783)
- 18. Oktober: Peter Frederik Suhm, norwegischer Historiker († 1798)
- 18. Oktober: August Wilhelm von Vietinghoff, königlich preußischer Generalleutnant († 1799)
- 28. Oktober: Johann Gottlieb Waldin, deutscher Hochschullehrer († 1795)
- 30. Oktober: Marcin Odlanicki Poczobutt, polnisch-litauischer Astronom, Jesuit und Mathematiker († 1810)
- 01. November: Johann Friedrich Städel, deutscher Privatbankier und Mäzen († 1816)
- 05. November: Franz Xaver von Wulfen, ungarisch-österreichischer Physiker, Mathematiker, Botaniker und Mineraloge († 1805)

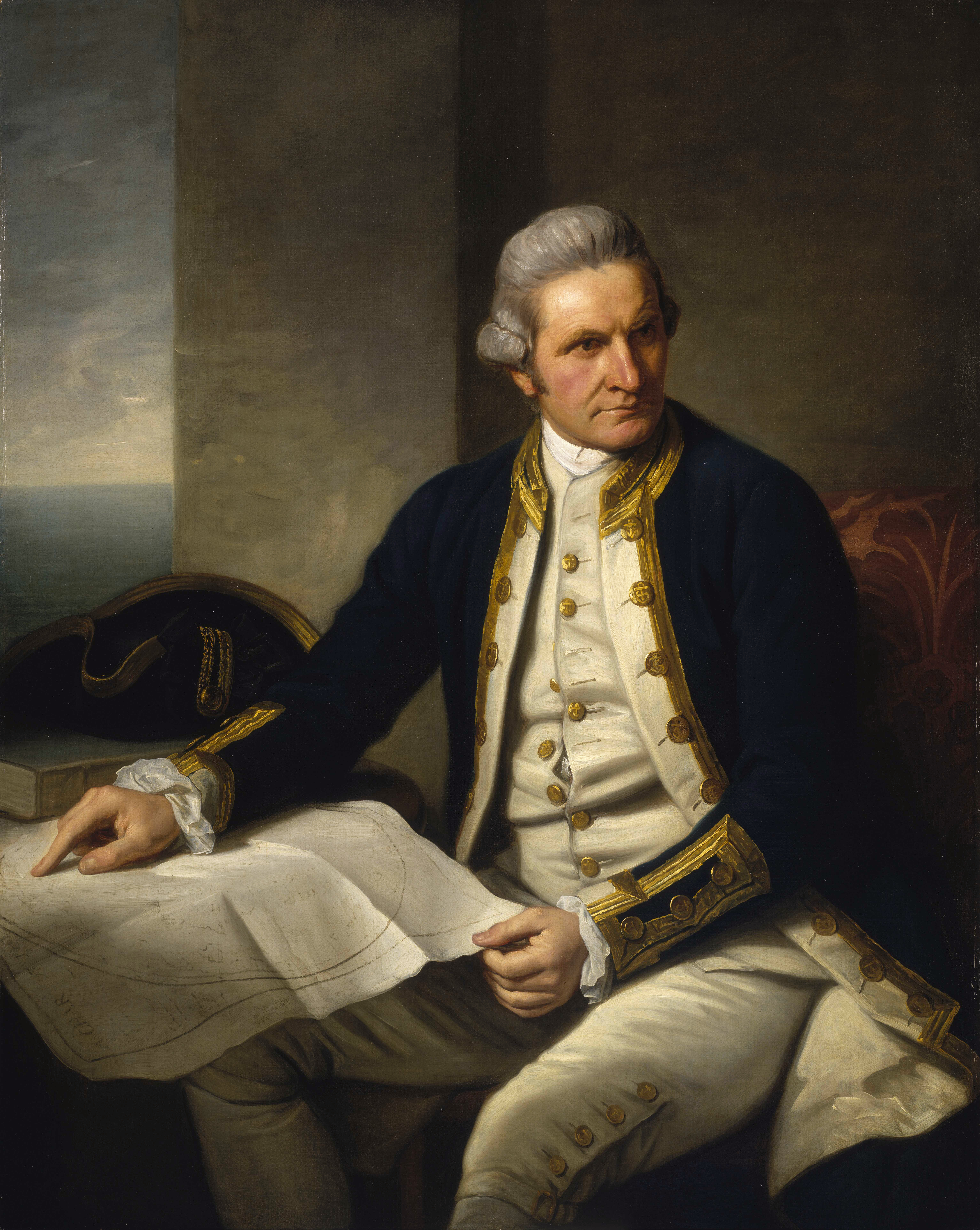
James Cook, 1776

- 07. November: James Cook, britischer Seefahrer († 1779)
- 10. November: Oliver Goldsmith, irischer Schriftsteller und Arzt († 1774)
- 16. November: Georg Wilhelm Bauernfeind, deutscher Zeichner und Kupferstecher († 1763)
- 17. November: Nikolaus Ambrosi, italienischer Bildhauer († unbekannt)
- 22. November: Karl Friedrich von Baden, Großherzog von Baden († 1811)
- 25. November: Johann August Urlsperger, deutscher Theologe und Prediger († 1806)
- 26. November: Jules Crozet, französischer Entdecker († 1782)
- 28. November: Ernst Julius Marx, deutscher Orgelbauer († 1799)
- 01. Dezember: Jędrzej Kitowicz, polnischer Geistlicher und Historiker († 1804)
- 02. Dezember: Ferdinando Galiani, italienischer Diplomat, Ökonom und Schriftsteller († 1787)
- 08. Dezember: Johann Georg Zimmermann, Schweizer Arzt, Gelehrter, Philosoph und Schriftsteller († 1795)
- 09. Dezember: Pietro Alessandro Guglielmi, italienischer Komponist († 1804)
- 09. Dezember: Jan Tesánek, tschechischer Gelehrter und Autor wissenschaftlicher Literatur († 1788)
- 11. Dezember: Christiana Büsching, deutsche Lyrikerin († 1777)
- 14. Dezember: Johann Rudolf Ulrich, Schweizer evangelischer Geistlicher und Hochschullehrer († 1795)
- 21. Dezember: Hermann Friedrich Raupach, deutscher Komponist († 1778)
- 25. Dezember: Johann Adam Hiller, deutscher Komponist, Musikschriftsteller und Kapellmeister († 1804)
- 28. Dezember: Justus Claproth, deutscher Jurist und Erfinder († 1805)

### Genaues Geburtsdatum unbekannt
- Ali Bey, Bey der Mamluken in Ägypten († 1773)
- John Butler, loyalistischer britischer Kolonist in Nordamerika († 1796)
- Antonina Czartoryska, polnische Fürstin († 1746)
- Christoph Traugott Delius, deutscher Bergbauwissenschaftler († 1779)
- Sir William Fawcett, britischer Offizier († 1804)
- Johann Georg Fellwöck, deutscher Mechaniker († 1810)
- Carlo Galli da Bibiena, italienischer Dekorations- und Theatermaler († 1787)
- Johann Jakob Haltiner, Schweizer Baumeister († 1800)
- Hiraga Gennai, japanischer Gelehrter, Erfinder und Schriftsteller († 1780)
- Franz von Paula Kiennast, bayerischer Lehrer und Förderer des Laientheaters († 1793)
- Iwan Iwanowitsch Polsunow, russischer Erfinder († 1766)
- Caroline von Satzenhofen, Äbtissin des adeligen Damenstifts Vilich und Geliebte des kurkölnischen Ersten Ministers Caspar Anton von Belderbusch († 1785)
- John Wilkinson, englischer Erfinder († 1808)
- Mary Ann Yates, britische Schauspielerin und Tänzerin († 1787)

## Gestorben

### Januar bis April
- 01. Januar: Friedrich Anton Ulrich von Waldeck, Fürst von Waldeck und Pyrmont (* 1676)
- 27. Januar: François Duval, französischer Violinist und Komponist (* 1672)
- 30. Januar: Otto Friedrich von der Groeben, Soldat und Forschungsreisender (* 1657)
- 30. Januar: Elisabeth Auguste Sofie von der Pfalz, Erbprinzessin von der Pfalz (* 1693)

- 12. Februar: Agostino Steffani, italienischer Komponist, Diplomat und katholischer Weihbischof (* 1654)
- 13. Februar: Cotton Mather, neuenglischer puritanischer Geistlicher und Gelehrter (* 1663)
- 16. Februar: Marie Aurora Gräfin von Königsmarck, altmärkische Adelige und Geliebte Augusts des Starken, Pröpstin des Stiftes Quedlinburg (* 1662)
- 16. Februar: Heinrich, Herzog von Sachsen-Weißenfels, kursächsischer General (* 1657)
- 17. Februar: Pjotr Andrejewitsch Tolstoi, russischer Politiker (* um 1646)
- 21. Februar: Johann Heinrich von Mörs, Priester und Offizial im Erzbistum Köln
- 25. Februar: Alexander zu Dohna-Schlobitten, kurbrandenburgisch-preußischer Generalfeldmarschall und Diplomat (* 1661)
- 28. Februar: Ogyū Sorai, japanischer neokonfuzianischer Philosoph (* 1666)

- 06. März: Dorothea Lange, deutsche Dichterin und Mitglied des Pegnesischen Blumenordens (* 1681)
- 07. März: Friedrich Ludwig, Herzog von Schleswig-Holstein-Sonderburg-Beck, Generalfeldmarschall und Gouverneur von Preußen (* 1653)
- 08. März: Giovanni Mario Crescimbeni, italienischer Dichter, Historiker und Kustode der Accademia dell’Arcadia (* 1663)
- 12. März: Carlo Sigismondo Capece, italienischer Librettist und Theaterschriftsteller (* 1652)
- 15. März: Anna Petrowna, russische Prinzessin, Herzogin von Schleswig-Holstein-Gottorf, Tochter von Zar Peter I. und Mutter von Zar Peter III. (* 1708)
- 20. März: Camille d’Hostun de la Baume, duc de Tallard, französischer General, Staatsmann und Marschall von Frankreich (* 1652)
- 25. März: Georg Heinrich Götze, deutscher lutherischer Theologe und Superintendent der Stadt Lübeck (* 1667)

- 10. April: Nicodemus Tessin der Jüngere, schwedischer Architekt (* 1654)
- 13. April: Samuel Molyneux, britischer Politiker und Astronom (* 1689)
- 13. April: Johann Christoph Schmidt, deutscher Komponist (* 1664)
- 20. April: Anton Braun, Mechaniker, Optiker und Hofmathematiker in Wien, Erfinder einer der ersten Rechenmaschinen (* 1686)
- 23. April: Tomás de Torrejón y Velasco, spanischer in Peru wirkender Komponist und Kapellmeister (* 1644)
- 25. April: John Woodward, englischer Naturhistoriker, Geologe und Arzt (* 1665)
- 30. April: Jacob Heinrich von Flemming, kursächsisch-polnischer Staatsmann und Armeechef (* 1667)

### Mai bis August
- 03. Mai: Nikolaus Babel, deutscher Bildhauer (* 1643)
- 07. Mai: Rosa Venerini, italienische katholische Ordensfrau und Heilige (* 1656)
- 09. Mai: Helena Elisabeth von Wrede, Äbtissin im Stift Nottuln (* um 1647)
- 20. Mai: Antoine Desgodetz, französischer Architekt und Archäologe (* 1653)
- 22. Mai: Johann Friedrich Eosander von Göthe, deutscher Baumeister des Spätbarocks (* 1669)
- 25. Mai: Friedrich Ludwig, Graf von Nassau-Ottweiler und von Saarbrücken, Senior des Gesamthauses Nassau (* 1651)
- 31. Mai: Axel Sparre, schwedischer Graf, Feldmarschall und Künstler (* 1652)

- 09. Juni: Pjotr Matwejewitsch Apraxin, russischer Generalleutnant unter Peter dem Großen (* 1659)
- 13. Juni: Friedrich Christian, Gründer des älteren Hauses Schaumburg-Lippe und Graf von Schaumburg-Lippe (* 1655)
- 23. Juni: Tsuji Gettan Sukemochi, japanischer Gelehrter, Philosoph und Samurai (* 1649)
- 24. Juni: Martin Junkhans, österreichischer Orgelbauer (* 1648)

- 25. Juli: Friedrich Wilhelm Bierling, deutscher evangelischer Theologe und kritischer Historiker (* 1676)
- 26. Juli: Paolo De Matteis, italienischer Maler (* 1662)
- 26. Juli: John Freind, englischer Arzt (* 1675)

- 10. August: Heinrich von Sanden, deutscher Arzt und Physiker (* 1672)
- 11. August: William Sherard, englischer Botaniker (* 1659)
- 12. August: Antonius Jacobus Henckel, deutscher Theologe (* 1668)
- 12. August: Hendrick Zwaardecroon, Generalgouverneur von Niederländisch-Indien (* 1667)
- 14. August: Ernst August II. von Hannover, Fürstbischof von Osnabrück, Ritter des Hosenbandordens und Herzog von York und Albany (* 1674)
- 15. August: Marin Marais, französischer Gambist und Komponist (* 1656)
- 26. August: Anne Marie d’Orléans, Herzogin von Savoyen, Königin von Sizilien und Sardinien-Piemont (* 1669)
- 26. August: Wilhelm Ernst, Herzog von Sachsen-Weimar (* 1662)

### September bis Dezember
- 21. September: Johann Friedrich II. von Alvensleben, hannoveranischer Minister (* 1657)
- 23. September: Christian Thomasius, deutscher Jurist und Philosoph (* 1655)
- 26. September: Friedrich Wilhelm von Schlitz, Geheimrat und kurfürstlich Braunschweigisch-Lüneburger Kammerpräsident (* 1647)
- 27. September: Andrei Artamonowitsch Matwejew, russischer Diplomat (* 1666)

- 02. Oktober: Zeger Bernhard van Espen, niederländischer Kirchenjurist (* 1646)
- 07. Oktober: Jean-Baptiste Volumier, flämischer Violinvirtuose und Komponist (* um 1670)
- 08. Oktober: Anne Danican Philidor, französischer Komponist und Hofmusiker (* 1681)
- 11. Oktober: Ulrich von Federspiel, Bischof von Chur (* 1657)

- 02. November: Nils Ehrenskiöld, schwedischer Admiral (* 1674)
- 10. November: Fjodor Matwejewitsch Apraxin, Generaladmiral unter Peter dem Großen, Schöpfer der russischen Marine (* 1661)
- 10. November: Rupert von Bodman, Fürstabt im Fürststift Kempten (* 1646)
- 17. November: Johann von Bötticher, Ratsherr und Bürgermeister von Nordhausen (* 1662)
- 19. November: Leopold, Landesfürst von Anhalt-Köthen, Förderer und Freund Johann Sebastian Bachs (* 1694)
- 30. November: Alexandre Roussel, französischer evangelischer Prediger und Märtyrer (* 1702)

- 04. Dezember: Christian Wildvogel, deutscher Rechtswissenschaftler (* 1644)
- 06. Dezember: Heinrich Rüdiger von Ilgen, brandenburgisch-preußischer Staatsminister und Diplomat (* 1654)
- 11. Dezember: Eberhard Ludwig Gruber, radikaler Pietist und einer der ersten Führer der deutschen Inspirationsbewegung (* 1665)
- 11. Dezember: William Reed, britischer Kolonialgouverneur von North Carolina (* um 1670)
- 25. Dezember: Johann Theodor Richterich, Bürgermeister der Reichsstadt Aachen (* 1650)
- 28. Dezember: Anna Sophie, Prinzessin von Sachsen-Gotha-Altenburg und Fürstin von Schwarzburg-Rudolstadt (* 1670)
- 000Dezember: Dominicus Pelli, Schweizer Architekt und Bauunternehmer (* 1657)

### Genaues Todesdatum unbekannt
- Patrick Blair, schottischer Arzt und Botaniker (* um 1672)
- Balthasar Esterbauer, deutscher Holz- und Steinbildhauer (* um 1672)
- Gaetano Greco, italienischer Musikpädagoge und Komponist (* um 1657)
- Nicolas Samuel de Treytorrens, Schweizer Pietist (* 1671)